# 柳布卡 (羅基特涅區)
49°40′4″N 30°42′33″E / 49.66778°N 30.70917°E
柳布卡（烏克蘭語：Любка）是位於烏克蘭北部的村莊，由基辅州白采爾克瓦區的羅基特內市鎮負責管轄。該村始建於1918年，面積2平方公里，海拔高度156米，2001年人口15，人口密度每平方公里7.5人。